# Ricardo Manuel Fernandes
Ricardo Manuel da Silva Fernandes (Azurém, 14 gennaio 1978) è un ex calciatore portoghese, di ruolo difensore.

## Carriera
Ha giocato nella massima serie dei campionati portoghese e rumeno.